# Microrégion de Traipu
La microrégion de Traipu est l'une des trois microrégions qui subdivisent l'agreste de l'État de l'Alagoas au Brésil.
Elle comporte 3 municipalités qui regroupaient 35 734 habitants en 2006 pour une superficie totale de 952 km2.

## Municipalités[1]
- Traipu
- Olho d'Água Grande
- São Brás